# Puntius denisonii
Puntius denisonii är en fiskart som först beskrevs av Day, 1865.  Puntius denisonii ingår i släktet Puntius och familjen karpfiskar. IUCN kategoriserar arten globalt som starkt hotad. Inga underarter finns listade i Catalogue of Life.